# Vârful Peleaga, Munții Retezat
Vârful Peleaga este vârful cel mai înalt din Munții Retezat, Carpații Meridionali, având o altitudine de 2508 metri, fiind al șaptelea vârf muntos din România. Cea mai precisă estimare a celui mai înalt vârf din Munții Retezat apare pe foaia topografică L-34-94-D-d, 1:25.000 a Direcției Topografice Militare Române (DTM) cu altitudinea de 2507,9 m.
Pe vreme bună oferă o priveliște deosebită asupra zonei centrale (și nu numai) a munților Retezat. Accesul pe vârf se poate face din mai multe direcții: dinspre Șaua Pelegii, dinspre Curmătura Bucurei sau dinspre Lacul Bucura.

## Galerie foto

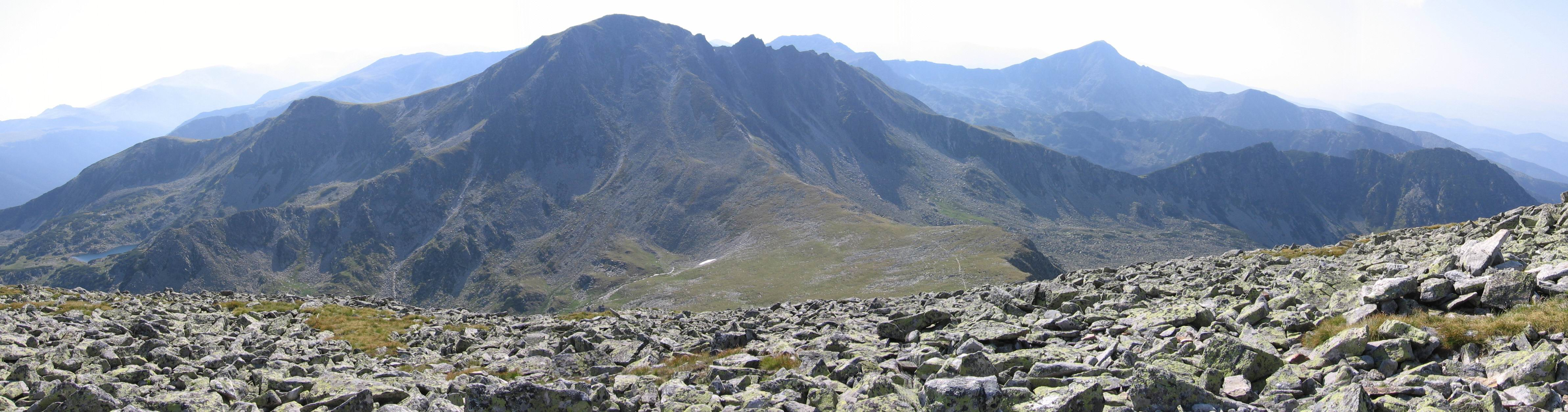
Vârful Peleaga văzut de pe Vârful Păpuşa, Munţii Retezat
Vârful Peleaga
Vârfurile Peleaga şi Păpuşa
Vârful Peleaga din şaua Custurii
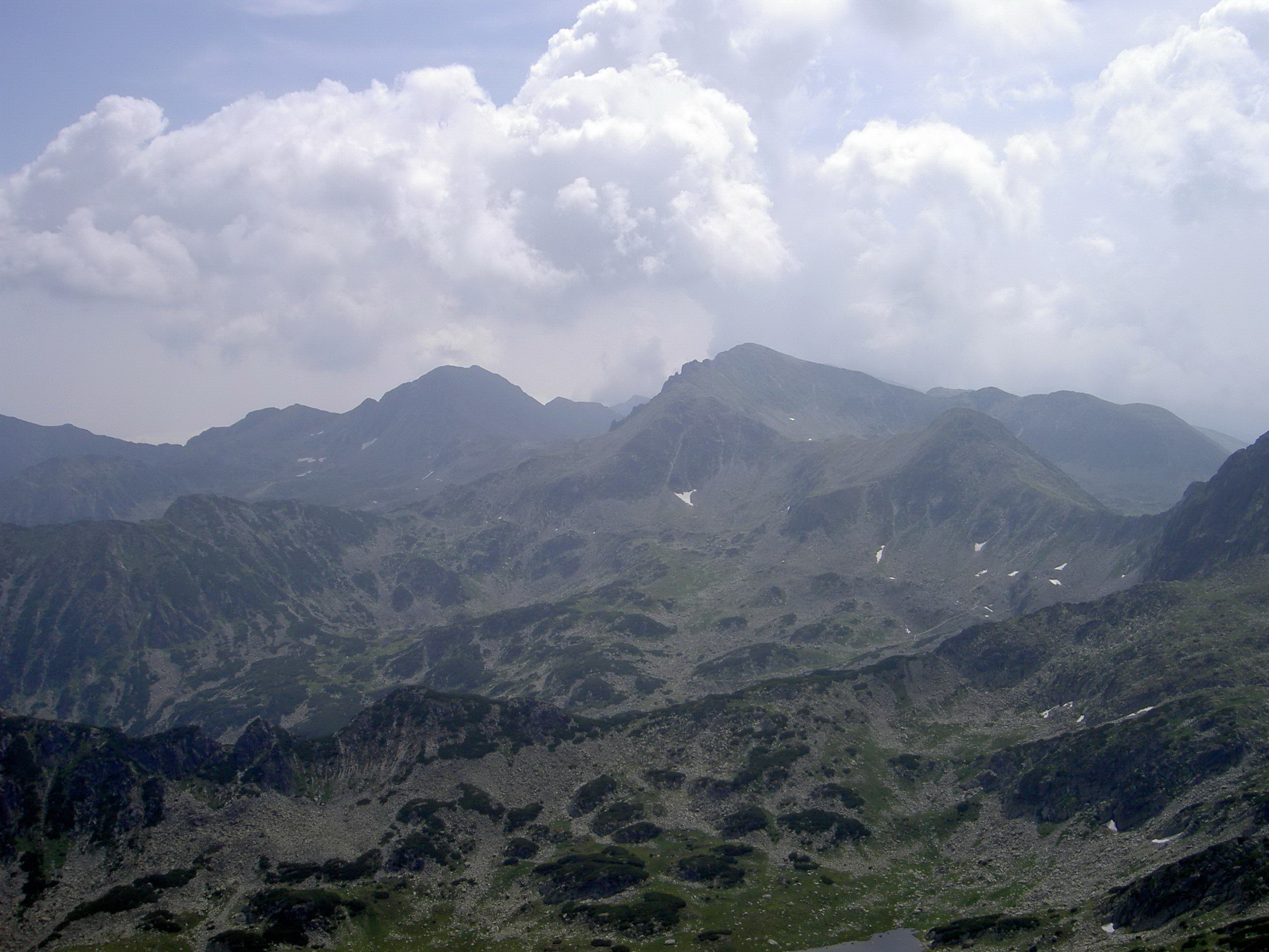
Vârful Peleaga de pe vârful Retezat
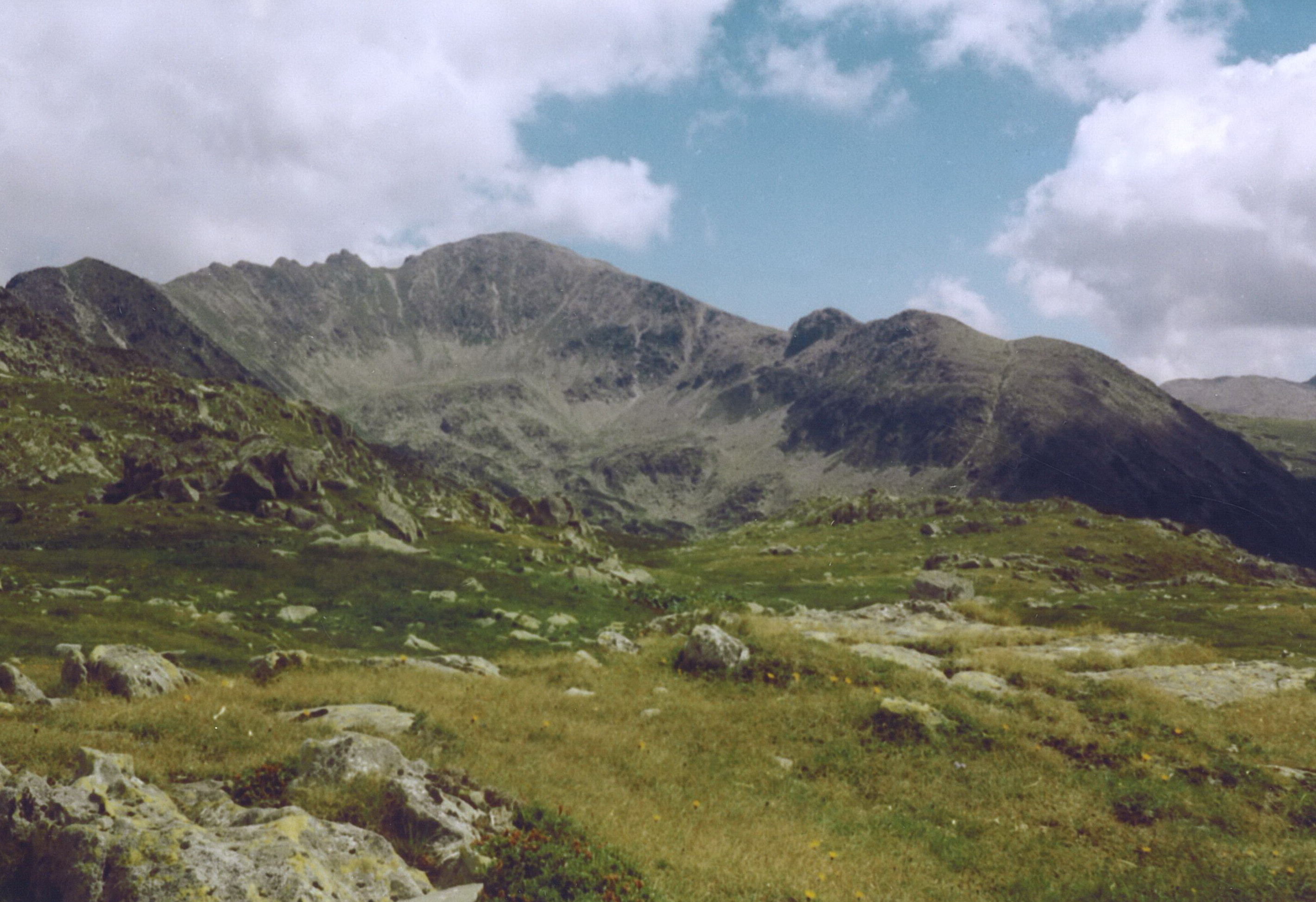
Vârful Peleaga